# I Still Do
Albums de Eric Clapton
Slowhand at 70 – Live at the Royal Albert Hall
(2015) Live in San Diego
(2016)
I Still Do est le 20e album en solo enregistré en studio d'Eric Clapton, sorti en 2016 chez Bushbranch/Surfdog.
L'album a été produit par Glyn Johns qui avait travaillé avec Clapton sur Slowhand (1977) et Backless (1978).

## Pistes
| No  | Titre                                         | Auteur                                           | Durée |
| --- | --------------------------------------------- | ------------------------------------------------ | ----- |
| 1.  | Alabama Woman Blues                           | Leroy Carr                                       | 5:06  |
| 2.  | Can't Let You Do It                           | J. J. Cale                                       | 3:50  |
| 3.  | I Will Be There (featuring Angelo Mysterioso) | Paul Brady, John O'Kane                          | 4:37  |
| 4.  | Spiral                                        | Eric Clapton, Andy Fairweather Low, Simon Climie | 5:04  |
| 5.  | Catch the Blues                               | Eric Clapton                                     | 4:51  |
| 6.  | Cypress Grove                                 | Skip James                                       | 4:49  |
| 7.  | Little Man, You've Had a Busy Day             | Maurice Sigler, Mabel Wayne, Al Hoffman          | 3:11  |
| 8.  | Stones in My Passway                          | Robert Johnson                                   | 4:03  |
| 9.  | I Dreamed I Saw St. Augustine                 | Bob Dylan                                        | 4:02  |
| 10. | I'll Be Alright                               | Traditional                                      | 4:23  |
| 11. | Somebody's Knockin'                           | J. J. Cale                                       | 5:11  |
| 12. | I'll Be Seeing You                            | Irving Kahal, Sammy Fain                         | 5:00  |

## Musiciens
- Eric Clapton – guitare, tambourin, chant
- Paul Brady – guitare acoustique, chœur
- Andy Fairweather Low – guitares acoustique et électrique, chœur
- Angelo Mysterioso – guitare acoustique (3), chœur (3)
- Simon Climie – guitares acoustique et électrique, claviers
- Walt Richmond – claviers
- Chris Stainton – claviers
- Paul Carrack – orgue Hammond, chœur
- Dirk Powell – accordéon, mandoline, chœur
- Dave Bronze – guitare basse, contrebasse
- Henry Spinetti – batterie, percussions
- Ethan Johns – percussions
- Michelle John – chœur
- Sharon White – chœur